# Pedicia (Pedicia) gaudens
Pedicia (Pedicia) gaudens is een tweevleugelige uit de familie Pediciidae. De soort komt voor in het Palearctisch gebied.